# Dehaasia hainanensis
Dehaasia hainanensis Kosterm. – gatunek rośliny z rodziny wawrzynowatych (Lauraceae Juss.). Występuje naturalnie w południowych Chinach – w prowincji Hajnan. 

## Morfologia
PokrójZimozielony krzew dorastające do 5 m wysokości. Gałęzie są nagie. Młode pędy mają żółtawy kolor, później przebarwiając się na szarawo.
LiścieMają lancetowaty kształt. Mierzą 3,5–9 cm długości oraz 1,5–4 cm szerokości. Są nagie, cienkie. Nasada liścia jest ostrokątna. Blaszka liściowa jest o wierzchołku od tępego do krótko spiczastego. Ogonek liściowy jest nagi i dorasta do 10–23 mm długości.
KwiatySą promieniste, obupłciowe, zebrane po kilka w nieco rozgałęzione wiechy o nagich osiach, rozwijają się w kątach pędów. Kwiatostan osiąga 8–15 cm długości, natomiast pojedyncze kwiaty mierzą 1,5 mm średnicy. Listki okwiatu są nagie. Pręciki i prątniczki są owłosione i mają złotawą barwę.
OwoceMają jajowaty kształt, osiągają 1–2 mm długości.

## Biologia i ekologia
Rośnie w lasach oraz zaroślach. Kwitnie od kwietnia od czerwca, natomiast owoce dojrzewają od lipca do października.